# Bogusław Kołodziejczak
Bogusław Kołodziejczak (ur. 15 września 1929 w Swarzędzu, zm. 11 listopada 2021 w Warszawie) – polski żołnierz, funkcjonariusz partyjny i dyplomata, oficer LWP i wywiadu wojskowego.

## Życiorys
Syn Franciszka i Marii. Absolwent Oficerskiej Szkoły Piechoty (1950) i Akademii Sztabu Generalnego (1956). Od 1948 roku służył w Ludowym Wojsku Polskim. Był dowódcą plutonu 2 Dywizji Piechoty (1950–1951). Został przeniesiony do służby w Sztabie Generalnym WP, m.in. pełniąc przemiennie funkcje w Zarządzie II (1951–1953, 1956–1960), wykładowcy w Akademii Sztabu Generalnego (1953–1955, 1960–1966, 1967–1972), członka Międzynarodowej Komisji Nadzoru i Kontroli w Wietnamie (1966), oficera w JW 2000 SG (1967). Następnie przeszedł do MON, gdzie pełnił funkcję w Gabinecie Ministra Obrony Narodowej gen. Wojciecha Jaruzelskiego (1972–1981), oraz do KC PZPR, zajmując stanowiska – szefa gabinetu I Sekretarza Wojciecha Jaruzelskiego (1981–1982) oraz kierownika Kancelarii Sekretariatu KC, i członka sekretariatu KC (1982–1989). Był też szefem Polskiej Misji Wojskowej w Berlinie (w ostatnich miesiącach istnienia Misji w 1990).
Członek: ZWM (1945–1948), PPR (1948), PZPR (od 1948). W grudniu 1985 został członkiem Zespołu do przygotowania "Sprawozdania z działalności Komitetu Centralnego i z realizacji uchwał IX Nadzwyczajnego Zjadzu PZPR" przed X Zjazdem PZPR, który odbył się w lipcu 1986. Delegat na X Zjazd PZPR. Członek Komitetu Centralnego PZPR (1986-1990). W latach 1986-1989 był członkiem Komisji ds. Wewnątrzpartyjnych oraz Działalności Partii w Organach Przedstawicielskich i Administracji Państwowej Komitetu Centralnego.

## Odznaczenia i wyróżnienia
- Krzyż Komandorski Orderu Odrodzenia Polski (1983)[4]
- Krzyż Kawalerski Orderu Odrodzenia Polski
- Medal 40-lecia Polski Ludowej
- Medal im. Ludwika Waryńskiego (1988)[5]
- Nagroda Ministra Obrony Narodowej (1971, 1977)
- Złote Pióro redakcji Żołnierza Wolności (1976 - w dziedzinie publicystyki międzynarodowej[6], 1978, 1981)
- odznaczenia państw socjalistycznych

## Publikacje
Autor wielu publikacji z zakresu problematyki militarno-politycznej, m.in. książek:
- U granic państw socjalistycznych (1970)
- Co będzie jutro (1976)
- Wojna USA w Wietnamie (wspólnie z E. Wójcikiem, 1979)
- Naftowe niepokoje (1982)